# Consistoire (protestantisme)
Pour les articles homonymes, voir Consistoire.
Le consistoire était, dans les régions protestantes, un organe judiciaire mi-laïc, mi-ecclésiastique, formé des pasteurs et des « anciens » de l'Église, laïcs élus. Ils avaient pour but de diriger l'église locale et de contrôler les mœurs des citoyens. C'est aujourd'hui un conseil qui regroupe plusieurs paroisses.

## Étymologie
Emprunté au bas latin consistorium (« lieu de réunion »), le mot consistoire signifie, à l'origine, « se tenir ensemble ». 

## En France

### Historique
Selon le modèle prévu dans la "discipline" de 1559, qui définit le système presbytéro-synodal, les églises réformées françaises sont dirigées par une série d’instances au niveau local, régional ou national où les laïcs sont au moins en nombre égal aux pasteurs ;  ce sont à l'époque, les "consistoires" au niveau paroissial, les "colloques" qui regroupent plusieurs paroisses sur la base de leur proximité géographique, les "synodes provinciaux" et le "synode général". 
Dans les Églises réformées françaises, ce terme, durant le régime concordataire, fait référence à une organisation départementale ; le régime synodal n'étant alors plus en vigueur, les consistoires ont une autorité importante, par exemple pour la nomination des pasteurs ou des professeurs de théologie de la faculté de Montauban.

### Situation actuelle

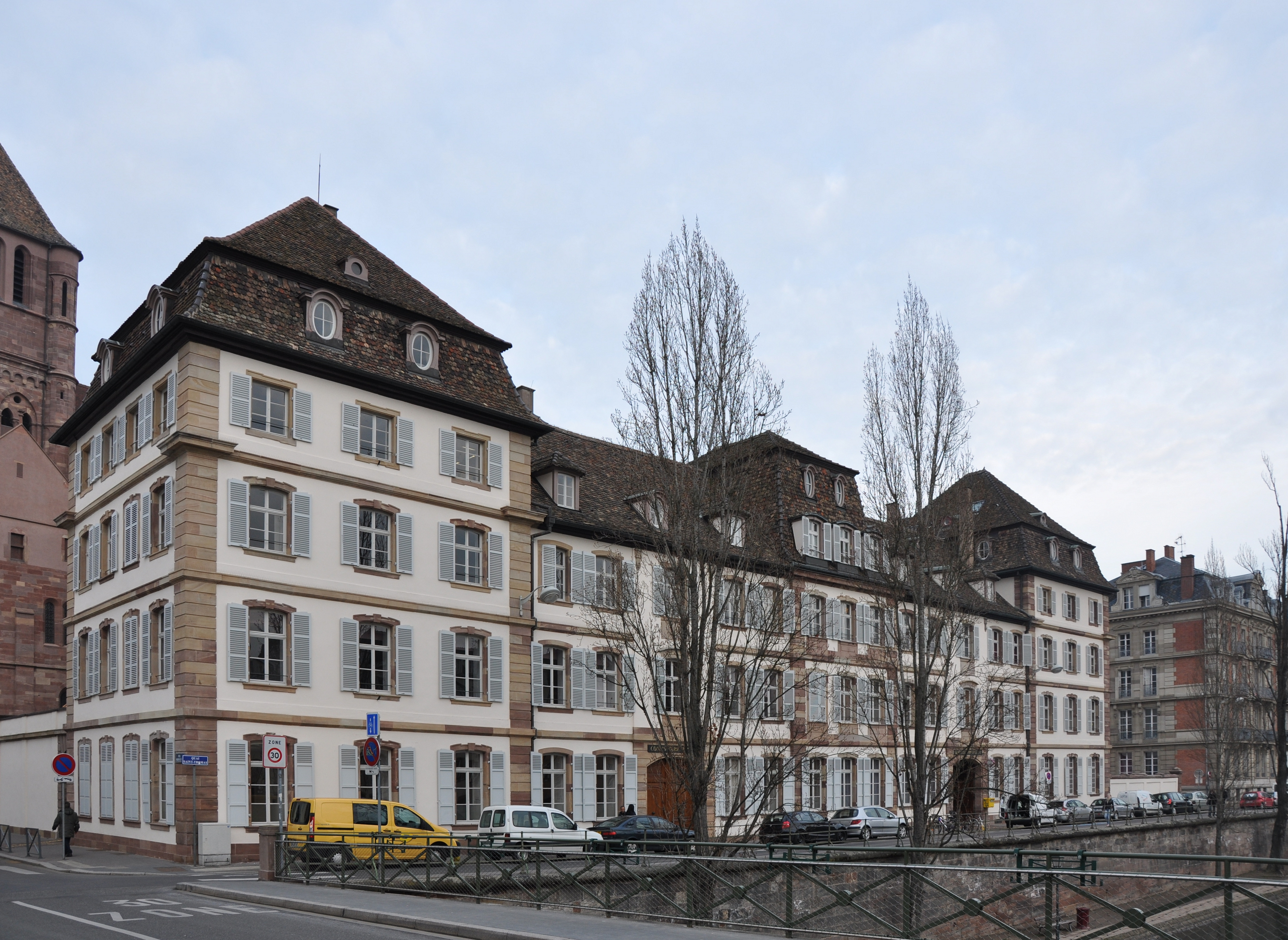
Le présent Consistoire supérieur de l'Église protestante de la Confession d'Augsbourg d'Alsace et de Lorraine (EPCAAL) à Strasbourg.

Dans le cadre d'un fonctionnement presbytéro-synodal, les anciens consistoires prennent à présent l'intitulé de conseils presbytéraux, et exercent toujours un ministère collégial de gouvernement de l'Église locale. Les membres de ce conseil, autrefois nommés « anciens », sont aujourd'hui nommés conseillers presbytéraux. 
Regroupant plusieurs paroisses, les anciens « colloques », qui se nomment aujourd'hui « consistoires », sont des lieux de dialogue et d'organisation de la coopération entre ministres et délégués laïcs d'Églises locales voisines, notamment en ce qui concerne l'évangélisation, l'animation jeunesse, parfois la catéchèse, la solidarité financière, etc. Ils peuvent être une instance d'appel pour une difficulté qui n'aurait pas été résolue par un conseil presbytéral.

## Le consistoire de Genève
Le consistoire de Genève, tribunal ecclésiastique, était dirigé par un syndic, c'est-à-dire la plus haute autorité civile de la ville-État.